# Josep Maria Franquet Bernis
Josep Maria Franquet y Bernis (Tortosa, Bajo Ebro, 14 de enero de 1950) es un ingeniero agrónomo MSc, EUR-ING, político y escritor. Ha sido regidor del Ayuntamiento de Tortosa (1995-2007) y vicepresidente del Consejo Comarcal del Baix Ebre. Es hijo del arquitecto José María Franquet Martínez (1910-1984).

## Biografía
Es diplomado en Cooperación (1974), en Investigación Operativa por la Universidad de Valencia (1976), en Economía de la Empresa y en Planificación de empresas por la Universidad Politécnica de Madrid (1980), doctor en Ciencias Económicas y Empresariales, por la Universidad de Barcelona (1995), ingeniero técnico en Explotaciones Agropecuarias, por la Universidad Politécnica de Cataluña (1997), doctor en Arquitectura por la Universidad Internacional de Cataluña (2007). y doctorando en Ingeniería Hidráulica [Universitat Rovira i Virgili]. Posee las acreditaciones oficiales de Profesor colaborador, Ayudante Doctor y Contratado Doctor por diversas Agencias Oficiales de Evaluación del Profesorado. Es socio ordinario del Claustro de Doctores de la Universidad de Barcelona (UB) desde 1997 y Académico de número de la Real Academia Europea de Doctores (RAED). 
Inicia su trayectoria profesional en 1974, como experto en planificación en el Ayuntamiento de Valencia y jefe de obra de una empresa constructora de obra pública, más adelante se convierte en ingeniero asesor de diversos ayuntamientos y de la Comunidad de Regantes-Sindicato Agrícola del Ebro y ejerce de manera liberal como ingeniero consultor, siendo autor de diversos proyectos de ingeniería hidráulica y agronómica. Durante los años 1980 a 1990 es miembro de la Junta de gobierno del Colegio Oficial y de la Asociación de Ingenieros Agrónomos de Cataluña. Conferenciante y asesor editorial. Propietario de una empresa citrícola, olivarera y arrocera en el delta del Ebro (Tarragona). Es miembro de la Asociación Catalana de Peritos Judiciales y Forenses, vocal de la Cámara Agraria de Tarragona (2007-2011) y vocal asesor de la Cámara Oficial de Comercio, Industria y Navegación de Tortosa desde 2019, miembro de la Comisión Territorial de Urbanismo de las Tierras del Ebro (CTUTE), miembro de la Real Sociedad Matemática Española (RSME), así como miembro de la SCOT (Sociedad Catalana de Ordenación del Territorio) y de la SCM (Sociedad Catalana de Matemáticas), ambas filiales del Institut d'Estudis Catalans. Está en posesión de la Medalla de Plata del Colegio Oficial de Arquitectos de Cataluña y de la Medalla de Oro del Centro Asociado de la UNED a Tortosa, del cual fue nombrado Director de Honor.
Inicia su carrera de docente en 1974, como profesor de la escuela de Investigación Operativa de la Universitat de València (Departamento de Matemática aplicada). El año 1975 se incorpora al Centro Asociado de la Universidad Nacional de Educación a Distancia (UNED) de Tortosa como profesor-tutor (Departamento de Economía Aplicada Cuantitativa) y desde el 2007 ha sido director y también del Campus Nordeste de la UNED (Cataluña y Baleares). Desde el curso 1999 hasta el 2006 fue profesor asociado de Hidráulica, Riegos y Proyectos de la Facultad de Ciencias Experimentales y Tecnología de la Universidad Internacional de Cataluña. Fue el encargado de redactar las alegaciones institucionales de los ayuntamientos de las comarcas del Ebro opuestas al Plan Hidrológico Nacional, viendo en este plan una amenaza para el territorio, sobre todo por su caudal ambiental insuficiente y por el incremento de las hectáreas de nuevos regadíos. Acusa el gobierno del Estado y la Confederación Hidrográfica del Ebro (CHE) de haber falseado las cifras para favorecer las grandes empresas. El año 2009 es nombrado presidente del Consejo Económico y Social de las Tierras del Ebro. Fue confirmado en este cargo el 2016.
Josep Maria Franquet es autor de numerosos poemas y de otra creación literaria, tanto en castellano como en catalán, de la cual realizó, en 1993, un resumen representativo en el libro titulado: El inmortal y otros poemas. Como perteneciente al colectivo tarraconense Indret ha publicado varios años, dentro de la colección De la terra i de la llar, y ha participado en numerosos encuentros de poetas. Fue finalista del Premio de Poesía Corta de la Universidad Politécnica de Cataluña (edición 1998) y ganó el segundo premio de poesía Padre Ramon Muntanyola en el Certamen Literario organizado por la Sección de Lengua Catalana del Casal de l'Espluga de Francolí, edición 1992, así como el primer premio de poesía Mossen Cinto Verdaguer del Ateneo de Tarragona, ediciones 1998 y 2013. El año 2000, en la editorial malagueña Corona del Sur, publicó otro libro titulado: Diez sonetos y cuatro estaciones, del cual se llevan realizadas ya tres ediciones hasta la fecha. Ha sido finalista al XVI Certamen Internacional de Poesía y Narrativa breve 2007 organizado por la editorial argentina Nuevo Ser, participando con varios poemas en la antología titulada Letras de Oro, 2007. El año 2011 publicó un cuento infantil titulado La nana de Sara en Onada Edicions, colección Imagina. Cultivando también el género costumbrista, publica en 2012 otro libro titulado Trenta-tres jotes tortosines, originales del autor. El año 2013, junto con Juan Mingorance, publica un libro de sonetos titulado Sonetos a dúo. En los años 2008, 2010 y 2012 la editorial Corona del Sur le publica unas compilaciones íntimas tituladas Álbum familiar, dentro de la colección Almud Literario. y el año 2014 publica el opúsculo titulado Descubre los sentidos. El año 2022 publica la novela Ramon l'immortal en Onada Edicions, colección Narratives.

## Libros publicados
Ha escrito muchas obras académicas o de no ficción entre otros sobre temas de organización territorial, arquitectura, economía, agronomía, construcción, matemáticas, topografía, psicología, climatología, piscicultura, administración local, hidráulica y acerca de la hidrografía del río Ebro. En su libro Les Terres de l'Ebre: un problema de debò (2009) propuso la creación de una nueva comunidad autónoma, bautizada como «Ebre Marítim» o "Catalunya Sud" con partes de Cataluña y del País Valenciano, de la cual Tortosa sería la capital para convertirse más tarde en capital del conjunto de los Países Catalanes, «para evitar disputas entre Valencia y Barcelona».
- Análisis territorial (División, organización y gestión del territorio). Ed.: Universidad Nacional de Educación a Distancia. Tortosa, 1991.
- L'organització territorial en vegueries: un model racional per a Catalunya. Ed.: Institut d'Estudis Dertosenses. Tortosa, 1991.
- Teoría, diseño y construcción de terrazas-voladizo. Ed.: Associació d'Enginyers Agrònoms de Catalunya. Tortosa, 1995.
- Cálculo estructural de túneles-invernadero. Ed.: Associació d'Enginyers Agrònoms de Catalunya. Tortosa, 1995.
- Les limitacions dels conreus per les temperatures extremes. Aplicació a les comarques meridionals de l'Ebre. Ed.: Universidad Nacional de Educación a Distancia. Tortosa, 1998.
- Fitopatologia i malherbologia citrícola a les Terres de l'Ebre. Ed.: Col·lecció Ibèria. Centre de Lectura de les Terres de l’Ebre. Tortosa, 1998.
- Estructura de la Propietat Agrària. Aplicació a la Regió Catalana de l'Ebre. Ed.: Diputación de Tarragona. Tortosa, 1998.
- El vent i la pluja a les comarques meridionals de l'Ebre. Ed.: Universidad Nacional de Educación a Distancia. Tortosa, 2001.
- Con el agua al cuello (55 respuestas al PHN). Ed.: Littera Books, S.L. Barcelona, 2001.
- Cultiu intensiu de l'anguila europea (con Mª Cinta Borràs Pàmies). Ed.: Antinea. Vinaroz, 2002.
- ¿Por qué los ricos son más ricos en los países pobres?. Ed.: Littera Books, S.L. Barcelona, 2002.
- Cinco temas de Hidrología e Hidráulica. Ed.: Bibliográfica Internacional, S.L. Tortosa, 2003.
- Variedades y mejora del arroz (con Mª Cinta Borràs Pàmies). Ed.: Universitat Internacional de Catalunya. Tortosa, 2004.
- Classificació climàtica de la regió catalana de l'Ebre. Ed.: Universidad Nacional de Educación a Distancia. Tortosa, 2004.
- El futur de les Entitats Municipals descentralitzades en l'ordenació territorial de Catalunya. Ed.: EMD de Jesús. Sant Carles de la Ràpita, 2004.
- Cálculo hidráulico de las conducciones libres y forzadas (una aproximación de los métodos estadísticos). Ed.: Universitat Internacional de Catalunya. Tortosa, 2005.
- Un modelo racional de organización territorial. Aplicación a Cataluña. Ed.: Universitat Internacional de Catalunya. Barcelona, 2008.
- El estudio operativo de la Psicología: una aproximación matemática. Ed.: Universidad Nacional de Educación a Distancia. Barcelona, 2008.
- Les Terres de l'Ebre: un problema de debò. Ed.: La veu de l’Ebre. Tortosa, 2009.
- El caudal mínimo medioambiental del tramo inferior del río Ebro. Ed. Universidad Nacional de Educación a Distancia (UNED). Tortosa, 2009.
- Nivelación de terrenos por regresión tridimensional (con Antonio Querol Gómez). Ed.: Universidad Nacional de Educación a Distancia (UNED). Tortosa, 2010.
- El sector primari a les Terres de l’Ebre (Una aplicació dels mètodes quantitatius). Ed. Institut per al Desenvolupament de les Comarques de l’Ebre (IDECE). Tortosa, 2012.
- Ecuaciones diferenciales ordinarias y en diferencias finitas. Curso práctico. Ed.: Universidad Nacional de Educación a Distancia (UNED). Tortosa, 2013.
- Aplicaciones a la Economía de las ecuaciones infinitesimales y recurrentes. Ed.: Universidad Nacional de Educación a Distancia (UNED). Tortosa, 2014.
- Ecuaciones diferenciales microeconómicas en derivadas parciales. Ed. Centro Asociado de la UNED. Tortosa, 2016.
- Problemática del río Ebro en su tramo final (con Miquel Angel Albacar Damián y Felipe Tallada de Esteve). Ed.: Universidad Nacional de Educación a Distancia (UNED). Tortosa, 2017.
- El nuevo sistema de siembra en seco del arroz. Ed.: Comunitat de Regants – Sindicat Agrícola de l’Ebre. Tortosa, 2018.
- Dimensionamiento y distribución de las conducciones hidráulicas. Una contribución de la ingeniería matemática. Ed.: Universidad Nacional de Educación a Distancia (UNED). Tortosa, 2019.
- Olivo y aceites de calidad (con Juan Tous Martí). Ed.: Onada Edicions, S.L. Benicarló (Castellón), 2019.
- Modelo estadístico de distribución de las acequias en una zona regable. Ed.: Universidad Nacional de Educación a Distancia (UNED). Tortosa, 2019.
- Curso práctico de Análisis Matemático superior (con aplicaciones a la Teoría Económica y la Ingeniería). Ed.: Universidad Nacional de Educación a Distancia (UNED). Tortosa, 2020.
- Globalization at the Beginning of the 21st Century (Why are the rich in higher positions in poor countries?). Tortosa, 2021.
- Bioáreas y nodos en la biorregión cantábrico-mediterránea (propuesta de desarrollo territorial). Cuadernos OBE, nº: 2, marzo. Ed.: Fundación Foros de la Concordia y Fundación "la Caixa". Zaragoza, 2023.
- Nodo Ebro-Maestrazgo. Guía de trabajo 2023-2024. Ed.: Fundación Foros de la Concordia y Fundación "la Caixa". Zaragoza, 2023.
- Terres de l’Ebre: Reserva de la Biosfera (con 4 autores más). Ed.: Fundació Privada Duran & Martí y Onada Edicions, S.L. Benicarló (Castellón), 2023.
- Análisis matemático recurrente del golpe de ariete en tuberías. Ed.: Gráfica Dertosense, S.L. Tortosa (Tarragona), 2024.
- El algarrobo (Ceratonia siliqua, L.) (con Juan Tous Martí). Ed.: Onada Edicions, S.L. Benicarló (Castellón), 2024. Premio Libro Agrario 2024.
- La biorregión cantábrico-mediterránea BIOEBRO. Un modelo gravitatorio de ordenación territorial funcional. Ed.: Real Academia Europea de Doctores (RAED). Barcelona, 2024.

Poesía
- L'immortal i altres poemes. Ed.: Cooperativa Gráfica Dertosense. Tortosa, 1993.
- Diez sonetos y cuatro estaciones (Deu sonets i quatre estacions). Ed.: Corona del Sur. Málaga, 1999.
- Letras de oro. Ed.: Nuevo ser. Buenos Aires (Argentina), 2007.
- La cacera. Ed.: Cooperativa Gràfica Dertosense, S.L. Tortosa, 2008.
- Trenta-tres jotes tortosines. Ed.: Cooperativa Gràfica Dertosense, S.L. Tortosa, 2012.
- Sonetos a Dúo (con Juan Mingorance). Ed.: Cooperativa Gràfica Dertosense, S.L.. Tortosa, 2013.
- Descubre los sentidos (descobreix els sentits). Ed.: Corona del Sur. Málaga, 2014.
- L'immortal (Divagacions sobre uns temes de Borges). Ed.: Gráfica Dertosense, S.L. Tortosa, 2016.
- Gutenberg en Maguncia o sea Liber Universalis (Francisco Peralto). Ed.: Corona del Sur. Málaga, 2016.

Narrativa
- Álbum familiar (4 tomos). Ed.: Corona del Sur. Málaga, 2008-2017.
- Apunts i entremesos de la terra meva. Ed.: Copyrapid. Tortosa, 2009.
- La nana de Sara. Ed.: Onada Edicions, S.L. Benicarló (Castellón), 2011.
- Tren de buit. Ed.: Petròpolis. Col·lecció Nou Món, 10. Terres de l'Ebre, 2013.
- Ramon l'immortal. Ed.: Onada Edicions, S.L. Benicarló (Castellón), 2022.